# أليماو (لاعب كرة قدم مواليد 1992)
أليماو هو لاعب كرة قدم برازيلي في مركز الهجوم، ولد في 7 ديسمبر 1992 في Morro Agudo ‏ في البرازيل. لعب مع نادي ماريتيمو.

## وصلات خارجية
- أليماو (لاعب كرة قدم مواليد 1992) على موقع الاتحاد الأوربي (الإنجليزية)
- أليماو (لاعب كرة قدم مواليد 1992) على موقع قاعدة بيانات كرة القدم.إي يو (الإنجليزية)
- أليماو (لاعب كرة قدم مواليد 1992) على موقع Soccerway.com (الإنجليزية)